# Onycodes illidgei
Onycodes illidgei är en fjärilsart som beskrevs av Lucas 1893. Onycodes illidgei ingår i släktet Onycodes och familjen mätare. Inga underarter finns listade i Catalogue of Life.